# Absorber energii słonecznej
Zaczerniona powierzchnia kolektora słonecznego, która pochłania promieniowanie słoneczne i przetwarza je w energię cieplną. Absorbery różnią się skutecznością pochłaniania energii. Skuteczność tę określamy za pomocą współczynnika absorpcji.
Najprostszym i już rzadko spotykanym wariantem była metalowa płyta absorbera pomalowana czarną farbą. Rozwiązanie takie było najtańsze jednak generowało duże straty w cieple. Nowoczesne absorbery obecnie wykonane są z:
- powłoki galwanicznej z czarnego niklu
- czarnego chromu
- czarnej miedzi
- napylanej powłoki wysokoselektywnej z tlenku tytanu

Płyn, który zawarty jest w rurkach, który ogrzewany jest przez ciepło absorbera to roztwór glikolu. Bardzo ważnym czynnikiem, który wpływa na skuteczność wymiany ciepła między absorberem a elementami transportującymi jest sposób łączenia. Stosowane metody to m.in.:
- wykonywanie kanałów w absorberach w których zagłębia się rurki
- spłaszczanie rurek